# 北穂高村
北穂高村（きたほたかむら）は長野県南安曇郡にあった村。現在の安曇野市穂高北穂高にあたる。

## 地理
- 河川：穂高川、高瀬川

## 歴史
- 1873年（明治7年）10月25日 - 筑摩県安曇郡青木花見村・島新田村・青木新田村・狐島村が合併して北穂高村となる。
- 1876年（明治9年）8月21日 - 長野県の所属となる。
- 1879年（明治12年）1月4日 - 郡区町村編制法の施行により、南安曇郡の所属となる。
- 1889年（明治22年）4月1日 - 町村制の施行により、北穂高村が単独で自治体を形成。
- 1953年（昭和28年）9月25日 - 穂高川と高瀬川の堤防が決壊。村内約100戸が水没。保安隊による救助が行われた。
- 1954年（昭和29年）11月3日 - 穂高町・有明村・西穂高村と合併し、改めて穂高町が発足。同日北穂高村廃止。

## 交通

### 鉄道路線
- 日本国有鉄道
  - 大糸線
    - 有明駅 - 安曇追分駅

### 道路
- 国道147号